# 1268
Високе Середньовіччя •  Реконкіста •  Хрестові походи •  Монгольська імперія

## Геополітична ситуація
Михайло VIII Палеолог є імператором Візантійської імперії (до 1282). У Священній Римській імперії триває період міжцарства (до 1273). У Франції править Людовик IX (до 1270).
Апеннінський півострів розділений: північ належить Священній Римській імперії, середню частину займає Папська область, південь належить Сицилійському королівству. Деякі міста півночі: Венеція, Піза, Генуя тощо, мають статус міст-республік.
Майже весь Піренейський півострів займають християнські Кастилія, Леон (Астурія, Галісія), Наварра, Арагонське королівство (Арагон, Барселона) та Португалія, під владою маврів залишилися тільки землі на самому півдні. Генріх III є королем Англії (до 1272), а королем Данії — Ерік V (до 1286).
Ярлик від Золотої Орди на княжіння у Києві та Володимирі-на-Клязьмі має Ярослав Ярославич (до 1271). Король Русі Шварно Данилович править у Галичі (до 1269), Роман Михайлович Старий — у Чернігові (до 1288). На чолі королівства Угорщина стоїть Бела IV (до 1270). У Кракові княжить Болеслав V Сором'язливий (до 1279).
Монгольська імперія займає більшу частину Азії. Північний Китай підкорений монголами, на півдні династія Сун усе ще чинить опір. У Єгипті правлять мамлюки. Невеликі території на Близькому Сході утримують хрестоносці. Альмохади все ще зберігають владу в частині Магрибу. Делійський султанат є наймогутнішою державою Північної Індії, а на півдні Індії домінує Чола. В Японії триває період Камакура.
Цивілізація мая переживає посткласичний період. Почала зароджуватися цивілізація ацтеків.

## Події
- У гостях у Василька Романовича убито литовського князя Войшелка.
- Псковський князь Довмонт завдав поразки лицарям Лівонського ордену в Раковорській битві.
- Карл I Анжуйський переміг гібелінів Конрадіна в битві біля Тальякоццо.
- Страчено Конрадіна, останнього з Гогенштауфенів.
- Угорський королевич Стефан V Арпад розпочав війну з Болгарією.
- Помер папа римський Климент IV. Вибори нового понтифіка розтягнулись на три роки.
- Єгипетський султан Бейбарс захопив Антіохію. Держава хрестоносців Антіохійське князівство припинила існування.
- Візантійський імператор Михайло VIII Палеолог підписав перемир'я з Веніцією. Війна Генуї та Венеції все ще триває.
- У Венеції встановлено виборчу систему з 11 турів голосувань.
- Уперше згадується Венеційський карнавал.
- Роджер Бекон послав папі Клименту IV Opus maius — конспект усіх областей знань.
- Продовжується війна монгольського хана Хубілая проти династії Сун.
- Хан Хубілай направив послів у Японію з вимогою визнати його зверхність і платити данину. Японці відмовились, що призвело до спроби монгольського вторгнення 1274 року.
- Тибетський лама Пагба склав для монголів монгольське квадратне письмо.